# Река в овраге Чиганак
Река в овраге Чиганак — сезонная река в России, протекает в Оренбургской области. Левый приток реки Бузулук.

## География
Берёт начало восточнее посёлка Междулесье. Течёт на восток по открытой местности. Впадает в Бузулук около села Скворцовка. Устье реки находится в 48 километрах по левому берегу реки Бузулук. Длина реки составляет 18 километров.

## Данные водного реестра
По данным государственного водного реестра России, относится к Нижневолжскому бассейновому округу, водохозяйственный участок реки — Самара от Сорочинского гидроузла до водомерного поста у села Елшанка. Речной бассейн — Волга от верховий Куйбышевского водохранилища до впадения в Каспийское море.
Код объекта в государственном водном реестре — 11010001012112100007348.